# کوچ اکسپرس (فیلم)
کوچ اکسپرس (انگلیسی: Kutch Express) فیلم درام گجراتی محصول ۲۰۲۳ است که کارگردانی آن بر عهده ویرل شاه بود. بازیگران اصلی فیلم راتنا پاتک، مانسی پارخ، دارمندرا گوهیل،
دارشیل سفری و ویراف پاتل هستند. این فیلم توسط پارتیو گوهیل و مانسی پارخ ساخته شد و توسط کوکونات موشن پیکچرز توزیع گردید.

## تولید
این فیلم توسط پارتیو گوهیل و مانسی پارخ تحت نشان سول سوترا ساخته شد. فیلمبرداری در بخش کوتچ، ایالت گجرات، هند انجام شد. دارشیل سفری، راتنا پاتک شاه و ویراف پاتل، با بازی در این فیلم، اولین نقش‌آفرینی خود را در سینمای گجراتی تجربه کردند.